# 別茲沃德涅 (尼古拉耶夫區)
46°53′9″N 31°44′28″E / 46.88583°N 31.74111°E
別茲沃德涅（烏克蘭語：Безводне），是烏克蘭的村落，位於該國南部尼古拉耶夫州，由尼古拉耶夫區負責管轄，面積80.9平方公里，海拔高度50米，2001年人口248，人口密度每平方公里3.1人。